# Вито Позитано
Виторио Позитано (на италиански: Vittorio Positano), наречен Вито Позитано е италиански дипломат, участвал в спасяването на София по време на Руско-турската война от 1877 – 1878 година.

## Биография
Позитано е роден на 2 октомври 1833 година в Бари, Апулия, тогава в Кралството на двете Сицилии. Влиза в армията, участва в унищожаването на разбойничеството и стига до чин капитан. След това постъпва в пожарната команда в Бари. Според някои сведения е бил гарибалдиец.
След обединението на Италия от 1863 година е в дипломатическия отдел на министерството на външните работи в Рим. Става дипломатически агент в Триест, Австрия, а по-късно заема консулски служби предимно в Османската империя – на Корфу, Малта, Алжир и в Цариград и в Алжир.
От 1876 г. е вицеконсул в София. При приближаването на отряда на генерал Йосиф Гурко към София по време на Руско-турската война в края на 1877 година Позитано заедно с Леандър Леге и Йозеф Валдхард, вицеконсули съответно от Франция и Австро-Унгария, отказва да напусне града, като по този начин предотвратяват опожаряването му от османците. След изтеглянето на османските части от града Позитано организира въоръжени отряди за борба с мародерстващите банди, както и пожарни команди за потушаване на избухналите пожари.
Позитано е награден с руски орден и на 20 декември 1878 година е обявен за почетен гражданин на София.
През 1881 година Позитано става консул в Дамаск, а след няколко години – в Йокохама, Япония, където умира на 26 ноември 1886 година. Неговото име носят улици в София (Карта) и в родния му град Бари.